# Lorenzo Soria
Lorenzo Soria (Buenos Aires, 27 de novembro de 1951 — Los Angeles, 7 de agosto de 2020) foi um jornalista e executivo argentino que foi presidente da Associação de Imprensa Estrangeira de Hollywood (HFPA) por três mandatos.

## Biografia
Soria nasceu na Argentina, filho de pais italianos que deixaram o país durante a Segunda Guerra Mundial. Morou em Buenos Aires até os 11 anos, quando seu pai morreu e sua família voltou para o Milão.

### Carreira jornalística
Soria dedicou sua vida ao jornalismo: nos primeiros anos lidou com economia, tecnologia, política e cinema, entrevistando muitas celebridades de Hollywood e escrevendo sobre filmes e mudanças na indústria do cinema e da televisão. Em 1982, Soria mudou-se de Milão para Los Angeles, onde se tornou repórter local do semanário L'Espresso e, a partir de 1988, do jornal La Stampa. Em 1989, Soria tornou-se membro da Associação de Imprensa Estrangeira de Hollywood (HFPA).

### Presidente da HFPA
Soria foi presidente da Associação de Imprensa Estrangeira de Hollywood por três mandatos de 2003 a 2005, de 2015 a 2017 e pela última vez de 2019 até sua morte em 2020. Sob sua presidência, foram feitos acordos com eventos cinematográficos de importância internacional, como o Festival Internacional de Cinema de Toronto e o Festival de Cinema de Veneza, também para apoiar jovens diretores internacionais que estudam em Los Angeles. Soria se tornou o rosto da HFPA, apresentando os anúncios de nomeação para o Globo de Ouro e solidificando o papel da Associação no mundo da filantropia.

## Morte
Soria morreu em sua residência em Los Angeles em 7 de agosto de 2020, aos 68 anos, após uma longa luta contra um câncer de pulmão.